# Crisi di Suez
La crisi di Suez fu un conflitto determinato nel 1956 dall'occupazione militare del canale di Suez da parte di Francia, Regno Unito e Israele, a cui si oppose l'Egitto. La crisi si risolse quando l'Unione Sovietica minacciò di intervenire al fianco dell'Egitto e degli Stati Uniti. A quel punto britannici, francesi e israeliani, temendo l'allargamento del conflitto, si decisero al ritiro.
Fu un conflitto ricordato dagli storici per varie particolarità: per la prima volta Stati Uniti e Unione Sovietica si accordarono per garantire la pace; per la prima volta il Canada si espresse e agì in contrasto verso il Regno Unito; fu l'ultima invasione militare da parte del Regno Unito senza l'avallo politico degli Stati Uniti, il che segnò, secondo molti, la fine dell'Impero britannico. Allo stesso modo, fu l'ultima invasione militare da parte della Francia e quindi l'ultimo atto dell'impero coloniale francese; fu infine una delle rare volte in cui gli Stati Uniti furono in disaccordo con le politiche di Israele.

## Nomi del conflitto
La crisi di Suez è indicata con una varietà di nomi tra i quali:
- aggressione tripartita (nel mondo arabo, ovvero aggressione da parte di tre paesi: Regno Unito, Francia, Israele)
- campagna di Suez
- guerra arabo-israeliana del 1956
- guerra del 1956
- guerra di Suez
- guerra di Suez-Sinai
- operazione Kadesh
- operazione Muschakjakr
- operazione Moschettiere (opération Mousquetaire o operation Musketeer), nomi francese e inglese per l'operazione congiunta di sbarco aeronavale a Suez operata il 6 novembre 1956
- seconda guerra arabo-israeliana

## Antefatti
Il canale di Suez venne inaugurato nel 1869 e finanziato congiuntamente dai governi di Francia ed Egitto. Nel 1875 il governo britannico di Benjamin Disraeli acquistò la quota egiziana ottenendo il controllo parziale sul canale. Successivamente, nel 1882, il Regno Unito occupò militarmente l'Egitto, allora parte dell'Impero ottomano, e assunse de facto il controllo del canale. Questo era d'importanza strategica, fungendo da collegamento tra il Regno Unito e l'India, allora parte dell'Impero britannico; l'area nel suo complesso era strategica anche per il Nordafrica e il Vicino Oriente.
La Convenzione di Costantinopoli del 1888 dichiarò il canale zona neutrale sotto protezione britannica. Con la sua ratifica, l'Impero ottomano convenne di permettere il libero transito del naviglio internazionale sia in tempo di pace sia di guerra.
L'importanza del canale fu ancora più chiara durante entrambe le guerre mondiali, in quanto durante la prima venne chiuso ai bastimenti non alleati da francesi e britannici, e durante la seconda fu difeso tenacemente nel corso della campagna del Nordafrica.
Negli anni successivi alla seconda guerra mondiale il canale perse valore strategico e militare, ma ne acquistò commercialmente, soprattutto per via del petrolio; su questo periodo Daniel Yergin, uno storico dell'industria del petrolio, scrisse:
Nel 1948 il canale perse improvvisamente la sua tradizionale ragion d'essere, poiché l'anno precedente l'India era diventata indipendente, e il controllo del canale non poteva più essere mantenuto sulla base del fatto che era critico per la difesa dell'India o di un impero che stava venendo liquidato. Eppure, nello stesso esatto momento, il canale stava guadagnando un nuovo ruolo — non come autostrada dell'impero, ma del petrolio. Il canale di Suez era la via per cui la maggior parte del petrolio del golfo Persico arrivava in Europa, riducendo le 11 000 miglia nautiche (20 000 km) del viaggio attorno al capo di Buona Speranza e verso Southampton a 6 500 miglia nautiche (12 000 km). Nel 1955, il petrolio costituiva i due terzi del traffico complessivo del canale, e parimenti due terzi del petrolio destinato in Europa passavano attraverso di esso. Affiancato a nord dagli oleodotti della Tapline e della Iraq Petroleum Company, il canale era lo snodo critico nella struttura postguerra dell'industria petrolifera internazionale.
Le truppe britanniche si ritirarono dalla Palestina nel 1948 e lo Stato di Israele venne istituito formalmente nell'aprile di quell'anno. L'atto provocò la guerra arabo-israeliana del 1948, che riconfermò l'indipendenza di Israele.
Nel 1952 ufficiali dell'esercito egiziano, al comando di Gamāl ʿAbd al-Nāṣer rovesciarono la monarchia di re Fārūq. Contestualmente al rovesciamento della monarchia, cessò anche il controllo indiretto britannico sull'Egitto; un anno dopo gli insorti allontanarono il generale Muḥammad Naǧīb, che essi avevano nominato presidente provvisorio della Repubblica d'Egitto. Abbandonando le politiche cooperative non solo con il Regno Unito ma anche con le altre potenze europee, il nuovo governo affermò un'identità indipendente e nazionalista araba. Ciò portò a un conflitto con francesi e britannici che controllavano il Canale di Suez. Specialmente dopo che fu completato il porto israeliano di Eilat, a metà degli anni cinquanta, il clima si surriscaldò e l'attenzione si focalizzò sull'unico accesso a esso, gli stretti di Tiran. A partire dal 1949 l'Egitto interferì in vari modi con i mercantili israeliani e con quelli diretti verso Israele, a seconda della situazione politica internazionale del momento.
Nel periodo 1953–1956 le forze di difesa israeliane lanciarono diversi e consistenti attacchi di rappresaglia, progettati in parte per enfatizzare la potenzialità militare di Israele. Questa politica di ritorsione fu un grosso motivo di dispute interne tra i "falchi", guidati da David Ben-Gurion, e le "colombe", capitanate dal suo per breve tempo successore Moshe Sharett. Ciò attirò talvolta forti critiche da parte delle Nazioni Unite e perfino dei sostenitori di Israele, come gli Stati Uniti. Paradossalmente, alcuni degli attacchi più duri e criticati furono mossi durante il mandato di Sharett, con il nuovo capo di stato maggiore delle difese israeliane, il "falco" Moshe Dayan, che sperava di provocare una guerra traendone conquiste territoriali, economiche e militari.
Tra il 1949 e il 1956, tra i rifugiati palestinesi in Israele erano presenti molti "infiltrati economici e sociali disarmati". Mentre ci furono alcuni fedayn violenti, talvolta organizzati dal Muftī Amin al-Husayni a Gaza e sovvenzionati da altri Stati arabi come l'Arabia Saudita, Egitto e Giordania scoraggiarono pubblicamente l'infiltrazione palestinese in Israele, anche se ci furono alcuni episodi di sabotaggio e di spionaggio egiziani. Il raid di Gaza del 28 febbraio 1955, nel quale forze di difesa israeliane uccisero quaranta soldati egiziani, fu il punto di svolta nelle relazioni tra Egitto e Israele. A seguito di questo incidente l'Egitto incominciò a sponsorizzare incursioni ufficiali di fedayn e commando in Israele, talvolta attraverso il territorio della Giordania (che ancora si opponeva ufficialmente a questi raid), continuando al contempo a scoraggiare l'infiltrazione "privata" palestinese. Ci furono colloqui segreti, attraverso vari intermediari e con vari mezzi, tra Egitto e Israele, ma il raid di Gaza e il successivo raid di Khan Yunis vi posero fine.
Per tutto il 1956, le tensioni fra Israele ed Egitto aumentarono, con i fedayn egiziani che lanciavano frequenti incursioni nel territorio israeliano e Israele che lanciava raid di rappresaglia in territorio egiziano. Il 26 luglio 1956 l'Egitto, guidato dal presidente Gamāl ʿAbd al-Nāṣer, annunciò la nazionalizzazione del canale di Suez, una vitale rotta commerciale tra Oriente e Occidente, di cui le banche e le imprese britanniche detenevano una quota del 44%. Questo fu fatto allo scopo di aumentare i guadagni per finanziare la costruzione della diga di Aswān sul fiume Nilo. In precedenza statunitensi e britannici avevano accettato di aiutare a pagare questo progetto, ma cancellarono il loro appoggio dopo che l'Egitto ebbe acquistato carri armati dalla Cecoslovacchia comunista, all'epoca sotto il controllo dell'Unione Sovietica, ed esteso il riconoscimento diplomatico alla Cina comunista. Le migliorate relazioni con i cinesi furono il risultato della Conferenza di Bandung del 1955, nella quale Nasser aveva chiesto ai cinesi di usare la loro influenza sui sovietici per rifornire l'Egitto degli armamenti necessari.
Il Primo ministro britannico dell'epoca, sir Anthony Eden, cercò di persuadere l'opinione pubblica del suo Paese della necessità di una guerra e quindi, forse nel tentativo di rievocare il patriottismo della seconda guerra mondiale, paragonò la nazionalizzazione del canale di Suez da parte di Nasser al nazionalismo di Benito Mussolini e Adolf Hitler di venti anni prima. Comunque è interessante notare che il primo paragone tra i due dittatori e Nasser durante la crisi venne fatto dal capo dell'opposizione laburista Hugh Gaitskell e dal quotidiano Daily Mirror, un tabloid orientato a sinistra. Eden era stato uno strenuo oppositore della politica di appeasement portata avanti da Neville Chamberlain e sostenne che uno sfoggio di forza era necessario per impedire a Nasser di diventare un'altra minaccia militare espansionista.
Nei mesi che seguirono la nazionalizzazione del canale (o meglio della compagnia che lo gestiva, la Compagnia del Canale di Suez), si svolse un incontro segreto tra Israele, Francia e Regno Unito a Sèvres, fuori Parigi. I dettagli dell'incontro emersero solo anni dopo, poiché le registrazioni vennero distrutte. Tutte le parti concordarono che Israele doveva invadere l'Egitto e che britannici e francesi sarebbero intervenuti successivamente, spingendo gli eserciti egiziano e israeliano a ritirare le proprie forze a una distanza di 10 miglia (16 km) dai lati del canale, piazzando quindi una forza d'intervento anglo-francese nella zona del canale attorno a Porto Said. Questo piano venne chiamato Operazione Musketeer dai britannici e analogamente Opération Mousquetaire dai francesi.

## Invasione

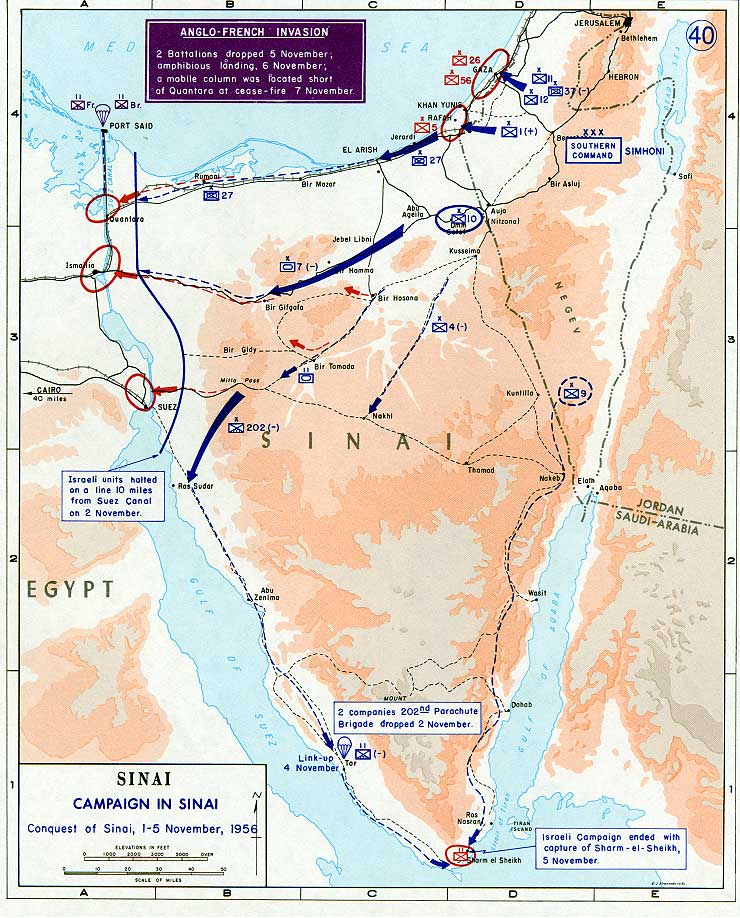
Conquista israeliana del Sinai

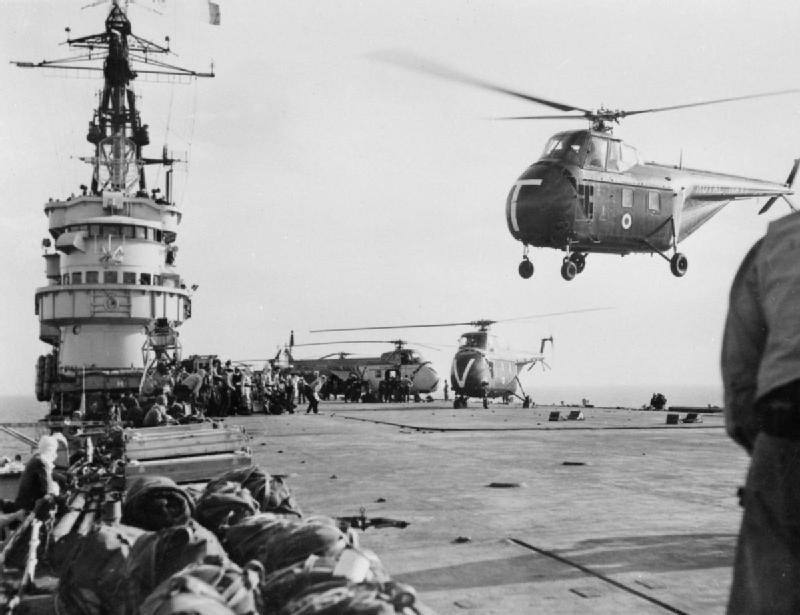
Membri del 45° Commando salgono sui Westland Whirlwind della durante gli eventi della crisi di Suez

Il 29 ottobre 1956 Israele invase la Striscia di Gaza e la penisola del Sinai e fece rapidi progressi verso la zona del canale. Come previsto dall'accordo segreto, Regno Unito e Francia si offrirono di rioccupare l'area e separare le parti in lotta. Nasser (la cui nazionalizzazione della compagnia era stata accolta con gioia dall'opinione pubblica egiziana) rifiutò l'offerta, il che diede alle potenze europee un pretesto per una invasione congiunta finalizzata a provare a riprendere il controllo del canale e rovesciare il regime di Nasser. Per appoggiare l'invasione, numerose forze aeree, comprendenti molti aerei da trasporto, erano state posizionate a Cipro e a Malta da britannici e francesi. I due campi aerei di Cipro erano così congestionati che un terzo campo, che si trovava in condizioni dubbie, dovette essere rimesso in sesto per accogliere gli aerei francesi. Perfino la base aerea RAF Luqa di Malta era estremamente affollata dagli aerei del Bomber Command, gli unici a poterla utilizzare per l'autonomia necessaria a raggiungere il teatro operativo.
Il Regno Unito dispiegò le portaerei Eagle, Albion e Bulwark, mentre la Francia fece stazionare la Arromanches e la La Fayette. In aggiunta le britanniche Ocean e Theseus, che funsero da trampolino di lancio per il primo assalto elitrasportato della storia. Regno Unito e Francia incominciarono a bombardare l'Egitto il 31 ottobre per costringerlo a riaprire il canale. Nasser rispose affondando tutte le quaranta navi presenti nel canale, chiudendolo in pratica fino all'inizio del 1957.
Il 5 novembre, sul tardi, il terzo battaglione del Reggimento paracadutisti britannico si lanciò sul campo aereo di El Gamil, ripulendo l'area e stabilendo una base sicura per i rinforzi e gli aerei di appoggio in arrivo. Alle prime luci del 6 novembre i commando britannici (unità equivalenti a battaglioni) 42º e 40º della 3 Commando Brigade dei Royal Marines assalirono le spiagge con mezzi da sbarco della seconda guerra mondiale. Le batterie delle navi da guerra in posizione al largo cominciarono a sparare, operando un buon fuoco di copertura agli sbarchi e causando danni considerevoli alle batterie egiziane. La città di Port Said subì gravi danni e si vide in fiamme.
Il 6 novembre 1956 ebbe luogo il primo attacco su larga scala anglo-francese, utilizzando elicotteri Bristol Sycamore e Westland Whirlwind che, decollati dalla Ocean e dalla Theseus, permisero, in soli 90 minuti, lo sbarco a Port Said di 425 uomini del 45° Commando e più di venti tonnellate di attrezzature. Diversi elicotteri vennero colpiti dalle batterie sulle spiagge, subendo perdite. I Royal Marines incontrarono una forte resistenza, ma avanzarono verso l'interno. Il fuoco amico degli aerei britannici causò perdite al 45º Commando. Combattimenti in strada e casa per casa furono all'ordine del giorno. Una dura opposizione arrivò da postazioni di cecchini ben trincerati, che causarono diverse perdite, ma quelle egiziane furono molto ingenti.

## Cessate il fuoco e ritiro
L'operazione per prendere il canale ebbe molto successo dal punto di vista militare, ma si risolse in un totale disastro politico a causa della forte miopia dei suoi organizzatori britannici, francesi e israeliani. Oltre che impegnati nella crisi di Suez, gli Stati Uniti stavano trattando la quasi simultanea crisi ungherese e dovettero affrontare l'imbarazzante situazione (in particolare agli occhi del Terzo mondo) di criticare l'intervento militare sovietico, tacendo al tempo stesso sulle azioni belliche dei propri due principali alleati europei. Cosa forse più importante, gli Stati Uniti temevano anche un allargamento del conflitto dopo che l'URSS aveva minacciato di intervenire a fianco dell'Egitto e lanciare attacchi con «tutti i tipi di moderne armi di distruzione» (sebbene non l'abbiano mai dichiarato, è possibile che i sovietici intendessero un attacco nucleare) su Londra e su Parigi.
Quindi l'amministrazione Eisenhower costrinse Regno Unito e Francia a un cessate il fuoco, anche se in precedenza aveva garantito agli alleati che non sarebbe stato richiesto alcun passo indietro. Parte della pressione che gli Stati Uniti esercitarono contro il Regno Unito fu finanziaria, poiché Eisenhower minacciò di vendere le riserve statunitensi della sterlina, provocando così il crollo della valuta britannica. Ci fu anche una parte di scoraggiamento per via della critica da parte dei Primi ministri del Commonwealth, l'indiano Nehru, il canadese St. Laurent e l'australiano Menzies, in un periodo in cui il Regno Unito continuava a guardare al Commonwealth come a una entità ancora importante, in quanto residuo dell'Impero britannico, e come a un sostenitore certo degli sforzi britannici per restare una potenza planetaria.
Il governo britannico e la sterlina finirono entrambi sotto pressione. Eden fu costretto a dimettersi, e le forze d'invasione si ritirarono nel marzo 1957. Prima del ritiro, Lester Pearson, ministro degli Esteri canadese, si era presentato all'ONU suggerendo la creazione di una Forza di emergenza delle Nazioni Unite (UNEF) a Suez per «mantenere i confini in pace mentre si cercava un accordo politico». Le Nazioni Unite accettarono e la forza venne inviata, alleggerendo enormemente le condizioni dell'area. Lester Pearson venne premiato con il Nobel per la pace nel 1957 per i suoi sforzi. La forza di emergenza dell'ONU fu una creazione di Pearson, considerato il padre del moderno concetto di peacekeeping.

## Conseguenze
Le dimissioni di Eden segnarono, almeno fino alla guerra delle Falkland, la fine del tentativo britannico di stabilire, come scrive Scott Lucas, «che il Regno Unito non aveva bisogno dell'avallo di Washington per difendere i propri interessi». Comunque, Nigel Ashton sostiene «che la strategia britannica nella regione cambiò molto poco, alla luce dei fatti di Suez. Harold Macmillan, successore di Eden, ebbe la stessa determinazione di Eden nel fermare Nasser», anche se fu più volenteroso in seguito nel cercare l'appoggio statunitense per questo scopo. In un certo senso, ciò segnò anche la fine simbolica dell'Impero britannico, sebbene in realtà esso fosse in declino da decenni, anche da prima della seconda guerra mondiale. La crisi segnò inoltre il trasferimento del potere alle nuove superpotenze: Stati Uniti e Unione Sovietica. Le due principali potenze fino ad allora, Francia e Gran Bretagna, organizzarono nel settembre del 1956 una task force per fronteggiare il nemico comune. Il primo ministro francese Guy Mollet provò perfino a proporre l'unione fra i due paesi, con cittadinanza comune e la regina d'Inghilterra per capo di Stato, ma la proposta non ebbe seguito.
L'incidente dimostrò anche la debolezza della NATO circa le consultazioni preliminari con gli alleati prima di usare la forza, e la mancanza di pianificazione e cooperazione della NATO al di fuori del teatro europeo, sebbene da un lato fosse stata una prova lampante della totale indipendenza dei vari stati rispetto agli USA, a differenza del Patto di Varsavia, dove il peso dell'URSS sugli altri stati era enorme. Dal punto di vista del generale Charles de Gaulle (all'epoca non ancora divenuto presidente della Repubblica), gli eventi di Suez dimostrarono che, in caso di reale bisogno, la Francia non poteva fare affidamento sugli alleati, in particolare gli Stati Uniti, che potevano perseguire scopi differenti.
La crisi aumentò grandemente il prestigio di Nasser all'interno del mondo arabo e aiutò a promuovere il panarabismo. Essa velocizzò il processo di decolonizzazione, in quanto le restanti colonie di Francia e Regno Unito divennero indipendenti negli anni seguenti. In reazione alla guerra, il governo egiziano espulse quasi 25 000 ebrei egiziani, confiscandone le proprietà, e ne mandò all'incirca altri 1000 in prigione o in campi di detenzione. D'altra parte Suez fu l'ultima occasione nella quale gli Stati Uniti dimostrarono un significativo scetticismo verso Israele e le sue politiche nei confronti dei vicini arabi; in seguito, particolarmente durante la presidenza di Lyndon B. Johnson, dimostrarono un completo (anche se non incondizionato) appoggio ad Israele.
Dopo Suez, Aden e l'Iraq divennero le principali basi per i britannici nella regione. All'inizio del 1957 tutte le truppe israeliane si erano ritirate dal Sinai.